# Million
Pour les articles homonymes, voir Million (homonymie) et Mio.

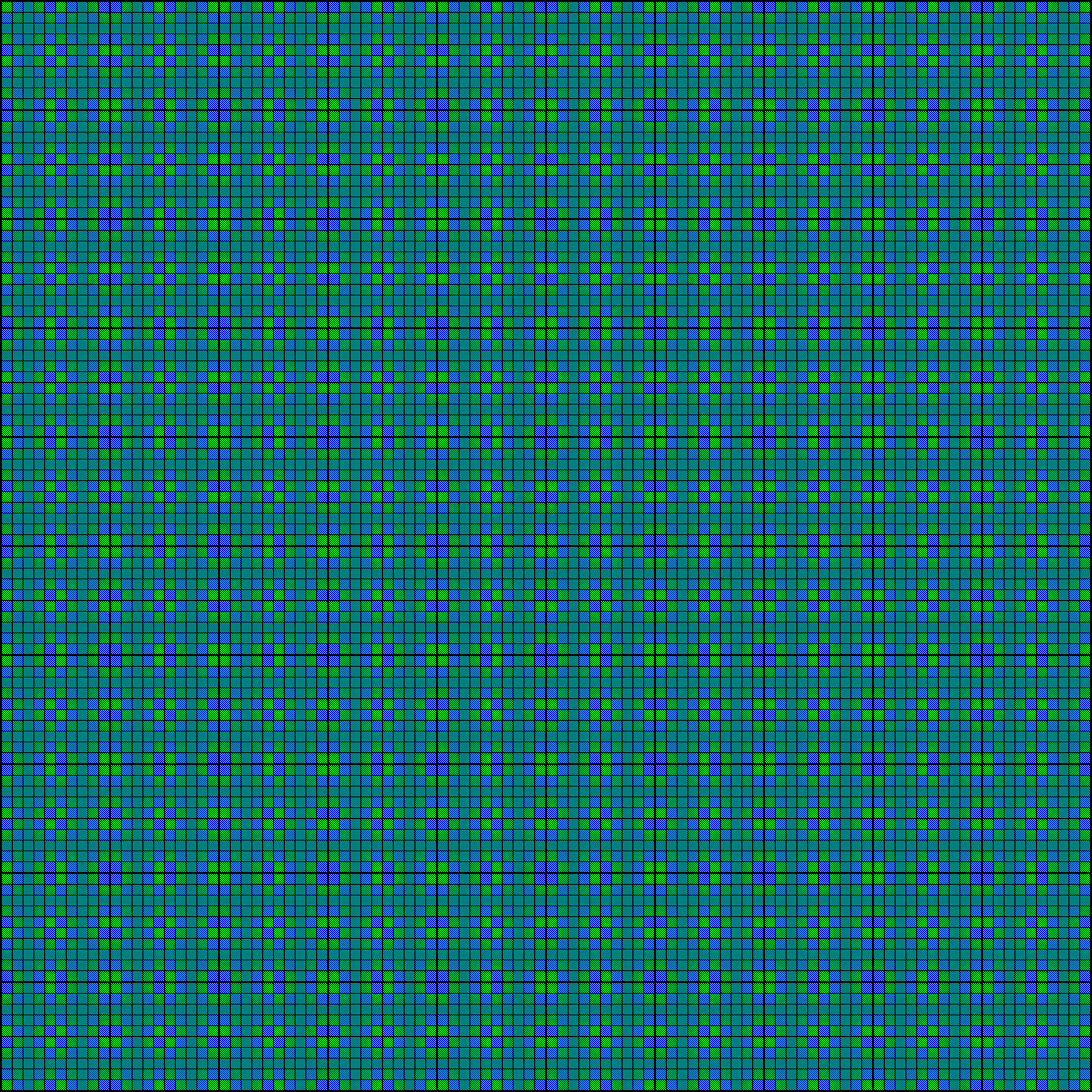
Un million de pixels.

Un million (1 000 000) (106) est l'entier naturel qui suit neuf cent quatre-vingt dix-neuf mille neuf cent quatre-vingt dix-neuf (999 999) et qui précède un million un (1 000 001). Il vaut un millier de milliers. Mille millions est égal à un milliard.
Abréviations : M, ou Mio.
Dans le Système international d'unités, million est noté par le préfixe M (méga).
En France le million (106) peut s'écrire 1 000 000 mais pas 1.000.000 alors que cette transcription était courante jusqu'au milieu du XXe siècle. En Suisse, on peut aussi écrire 1'000'000. Certains pays avec usage britannique écrivent 1,000,000 mais l'Inde et le Pakistan écrivent 10,00,000 (les trois chiffres les plus à droite ensemble puis les autres chiffres par paire).
Les quantités de l'ordre du million peuvent être exprimées à l'aide d'unités  préfixées par « méga », symbole SI : M. Par exemple, 1 mégawatt = 1 MW = 1 000 000 W = 1 000 000 de watts = 1 million de watts.

## Propriétés mathématiques
1 000 000 (un million) est un entier naturel.

Visualisation des puissances de dix de 1 à 1 million

- en notation scientifique, il s'écrit 106.

Un million est aussi
Le million est quelquefois utilisé dans le langage parlé sous la forme d'une métaphore pour un très grand nombre, comme dans « jamais dans un million d'années » ou « il y a une chance sur un million », ou sous la forme d'une hyperbole comme dans « j'ai marché un million de kilomètres ».
Par conséquent, un millionnaire est une personne riche, sans souci sur la quantité d'argent dont elle dispose. Par ce même procédé, un milliardaire désigne une personne richissime.
Il Milione est le titre du récit du voyage de Marco Polo en Chine.
Ce nom est supposé provenir d'un surnom de Polo après ses contes de richesses et de multitudes.
Le mot « million » est commun dans les systèmes de numération en échelle courte et échelle longue (et aussi dans le système de numération proposé de Rowlett), à la différence de nombres plus grands, qui ont des noms différents dans les deux systèmes.
Le nom est dérivé de l'italien, où milla était 1 000 et 1 000 000 devint millione, « un grand millier ».

## Orthographe et grammaire
Le mot million (tout comme millier et milliard, et à la différence de cent ou vingt) est un substantif et ne fait pas réellement partie du nombre. La mise graphique au pluriel dépend donc du nombre qui le précède :
- 1,38 million (inférieur à 2)
- 5,5 millions (supérieur ou égal à 2)

Le rapport de 1990 sur les rectifications orthographiques propose de nouvelles règles sur les traits d'union. On écrit les numéraux composés avec des traits d'union entre chaque élément (ex. : vingt-et-un-mille-trois-cent-deux) : ainsi on devrait écrire, selon cette règle, « un-million-cent ». Cependant, il est précisé que « milliard, million et millier, étant des noms, ne sont pas concernés par cette rectification ».
Lorsqu'il s'applique à un nom, il est suivi de la préposition « de », y compris s'il est écrit en chiffres,, sauf si le nom est écrit sous sa forme symbolique :
- trois millions de litres ;
- 3 000 000 de litres ;
- 3 000 000 L ou 3 000 000 l.

Cette règle ne s'applique pas lorsqu'il est suivi d'un déterminant numéral : trois millions deux-cent-mille litres.